# Новосёловка Первая (Донецкая область)
Новосёловка Пе́рвая — село в Покровском районе Донецкой области Украины, с 2024 года находится под контролем России.

## Население
Население по переписи 2001 года составляет 935 человек. 

## История
Новосёловка впервые упоминается на картах генерального межевания Бахмутского уезда (1830), где обозначена как сельцо рядом с селом Покровское. Оба поселения находятся на левой стороне балки, по которой протекает речка Очереватая, левый приток реки Волчья.
Топонимом "Новосёловка"  обычно  называли выселок из какого-то более старого поселения. В данном конкретном случае выселение / переселение шло из соседнего села Покровское. 
На карте Европейской России Стрельбицкого 1868 года, в Новосёловке 80 дворов, она стала заметно крупнее с. Покровское, которое к этому времени поменяло название на Семёновское.
Согласно «Спискам населённых мест Бахмутского уезда» по сведениям 1859—1873 гг., владельческая деревня Новосёловка лежит «По левую сторону от большой Черноморской чумацкой дороги», расположена при речке Очеретяной, имеет 100 дворов, 378 жителей мужского пола и 363 женского.
Согласно «Сборнику статистических сведений по Екатеринославской губернии. Бахмутский уезд» (1886) Новосёловка является волостным центром, а в самой волости числится:
- 15 246 десятин земли;
- 21 мельница;
- 4 маслобойни;
- 1 механическая мастерская;
- 9 кузниц;
- 1 завод (в имении);
- 2 кабака;
- 2 лавки / склада.

В том же сборнике указаны помещичьи владения по состоянию на 1886 год:
- Мусина-Пушкина К. М. (вдова генерал-майора) при д. Новосёловка — 3297 десятин, паровая мельница, кузница, мастерская.
- Позняков И. В. (учёный управитель) при д. Новосёловка — 1138 десятин, мастерская.
- Святополк-Мирской Е. И. (наслед. князья) при д. Новосёловка (Пустошь Лозовая) — 599 дес.
- Уманский Л. Х. (наслед. куп.) при д. Новосёловка — 834 дес., каменоломня.

Согласно обозначениям и пояснениям на карте Бахмутского уезда 1894 года, составленной земским землемером М. Гринером, в Новосёловке на тот момент есть почтовая станция и училище. 
На карте Гринера за 1908 года название Новосёловка дублируется вторым — (Очеретино), рядом с ним обозначена Александровка (Встретенка), в которой находится земская почтовая станция. Аналогичная информация присутствует и в издании карты 1915 года. 
В конце XIX в. Новосёловка меняет своё название на "Новоселовка Первая" в связи с появлением в 20 км к востоку ещё одной Новосёловки, названной "Новосёловка Вторая".
До 1903 г. включительно жители Новосёловки входили в приход Покровской церкви села Покровское, о чем свидетельствуют  метрические книги церкви за 1869—1903 гг.  хранящиеся в Донецком обл. архиве.
С 1904 г. в Новосёловке функционирует Николаевская церковь, о чем свидетельствуют метрические книги этой церкви, хранящиеся в Донецком обл. архиве.
В Списках населённых мест Бахмутского уезда (1911) в 1908 году в Новосёловке числился 191 двор, 658 мужчин и 659 женщин. 
В Справочной книге Екатеринославской епархии за 1908 год указано, что в 1901 году в Новоселовке-1 на средства Древицкого и прихожан была построена деревянная церковь с одним преестолом в честь св. Николая Чудотворца. В приходе числилось 165 дворов, в которых проживало 658 прихожан мужского пола и 526 женского. Кроме Новосёловки в приходе числились:
- д. Стретенка в 1 версте, 54½ двора, 218 прихожан м.п. и 180 ж.п.;
- д. Семеновка в 7 вер., 51¼ двора, 205 прихожан м.п. и 219 ж.п. ;
- х. Уманский в 5 вер., 23¼ двора, 93 прихожан м.п. и 91 ж.п.;
- х. Скучный в 5 вер., 9½ дворов, 38 прихожан м.п. и 50 ж.п.;
- х. Ново-Покровский в 2 вер., 19 дворов,76 прихожан м.п. и 86 ж.п.;
- д. Ясно-Бродовка в 6 вер., 2 двора, 8 прихожан м.п. и 9 ж.п.

Всего в приходе — 324½ двора, 1298 прихожан м.п. и 1261 ж.п. Все жители прихода — малороссы, православные.
Штат причта — священник и псаломщик. Во владении причта 33 дес. земли, от казны положено жалованье 392 руб. в год. Капитал причта — 300 рублей. 
По материалам Справочной книги Екатеринославской епархии за 1913 год:
- Новосёловка-1 числится в Галицыновской волости.
- Церковь расположена вблизи усадьбы священника.
- Прихожан 1342 мужского пола и 1268 женского.
- За год было совершено 170 крещений, 50 браков, 85 погребений.
- На территории проживает 5 семей баптистов.
- Церковные земли (33 дес.) находятся в 8 верстах.
- Церковь приносит дохода 726 руб. в год.
- Капитал причта — 300 рублей.
- Кружечный доход за год составил 550 рублей.
- Школ 6, все земские.
- Приселки и хутора:

1. Встратьевка в 1 версте, 184 прихожан м.п. и 182 ж.п.;
2. Семеновка в 9 вер., 190 м.п. и 190 ж.п.;
3. Ново-Покровка в 6 вер., 140 м.п. и 114 ж.п.;
4. Скучный в 5 вер.;
5. Лозов. Пустынь в 5 вер.;
6. Яснобродовка, в 7 вер;

Иногородних 38. Местность ровная, сухая. Причт: священник и псаломщик. 

В конце июля 2024 года в ходе российского вторжения в Украину населённый пункт был захвачен ВС Российской Федерации.

## Религия
В селе находится Свято-Николаевский храм Авдеевского благочиния донецкой епархии украинской православной церкви Московского патриархата.